# 野口健
野口健（1973年8月21日— ）日本登山家，出生於美國波士頓。

## 生平
了徳寺大学客員教授。畢業於亞細亞大学国際関係学部。
外交官野口雅昭為野口健父親，幼少期於海外度過。野口健曾就讀開羅日本人学校小学、英國立教英国学院小学。高中時期因植村直己，開始對登山產生興趣。
1999年，野口健在完成七大陸最高峰登頂，成為當時全球最年輕登山家。

## 榮譽
- 2006年第二屆安吾賞[2]

## 外部連結
- 野口健公式WEBサイト （页面存档备份，存于）
  - . 野口健.   [2011-02-08]. （原始内容存档于2019-06-30）.（初出：『Voice』2010年9月号）
- アルピニスト・野口健のブログ （页面存档备份，存于） - 公式ブログ
- 野口健的X（前Twitter）
- 野口健 著書リスト （页面存档备份，存于）